# Јозеф Моравчик
Јозеф Моравчик (словен. Jozef Moravčík; 19. март 1945. Очова, Словачка) је словачки политичар и бивши председник владе Републике Словачке.

## Политичка каријера
Последњи је министар спољних послова Чехословачке. Ту дужност је обављао од 2. јула до 31. децембра 1992. године. Био је и министар спољних послова Републике Словачке (19. март 1993 — 14. март 1994).
Од 15. марта 1994. године до 13. децембра 1994. године био је прелазни премијер Словачке. Од 1998. године до 2002. године био је градоначелник Братиславе.